# Коста-Вольпино
Коста-Вольпино (итал. Costa Volpino) — коммуна в Италии, располагается в регионе Ломбардия, подчиняется административному центру Бергамо.
Население составляет 8461 человек, плотность населения составляет 470 чел./км². Занимает площадь 18 км². Почтовый индекс — 24062. Телефонный код — 035.
Покровителем коммуны почитается святой Антоний Великий, празднование 17 января.